# Bosc-estepa

Bosc-estepa pintat per Ivan Xixkin

Un bosc-estepa és un ecotò (zona límit entre dos ecosistemes) dins dels climes temperats i un tipus d'hàbitat compost de zones de vegetació herbosa combinades amb zones d'arbrede o bosc. En aquestes zones l'evapotranspiració supera lleugerament el total de la pluviometria i la precipitació de neu. A l'hemisferi nord a mida que s'avança cap al sud el bosc estepa té menys arbres, el clima esdevé més càlid i la precipitació disminueix. A Europa la vegetació típica del bosc-estepa és amb arbres caducifolis i espècies herbàcies. A Sibèria predominen els bedolls i les coníferes. Entre la fauna d'aquest ecotò hi sol haver l'esquirol de terra, la marmota, el pioc salvatge, la marta i l'ant.

## Localització
El bosc-estepa principalment es presenta en bandes a través d'Euràsia des de l'est d'Europa (Urals) a l'est de Sibèria al nord-est d'Àsia. Forma ecoregions de transició entre els biomes d'herbassars temperats i els boscos mixts de fulla ampla temperats.
A la part superior d'Amèrica del Nord un exemple és l'aspen parkland, en les províncies de les praderies centrals, el nord-est de la Colúmbia Britànica i Dakota del Nord.
A l'Àsia central, el bosc-estepa es troba en les ecoregions de les muntanyes de l'Altiplè d'Iran, Afganistan, i Balutxistan.

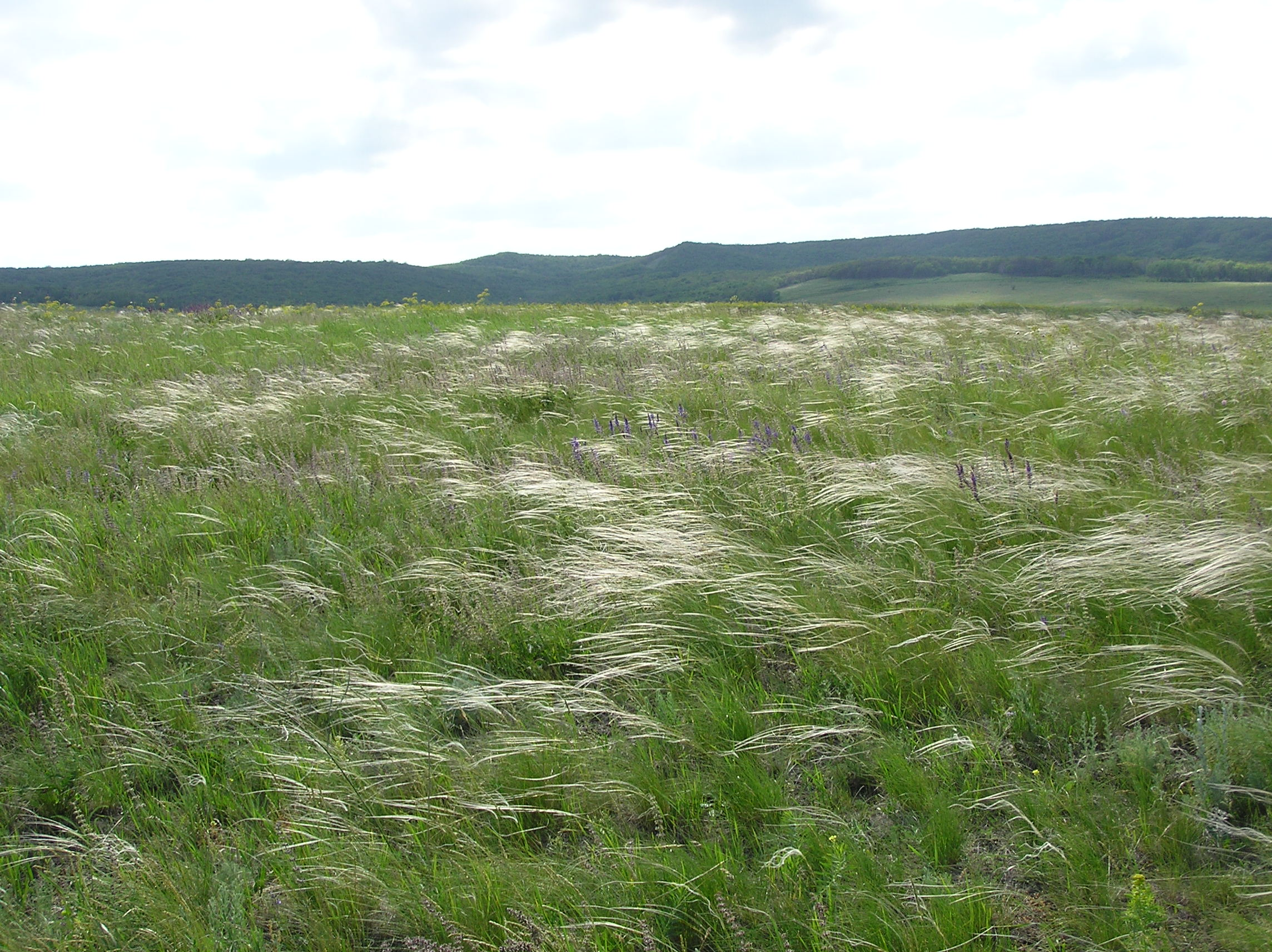
Paisatge de bosc-estepa amb Stipa lessingiana a prop de Saràtov, Rússia.

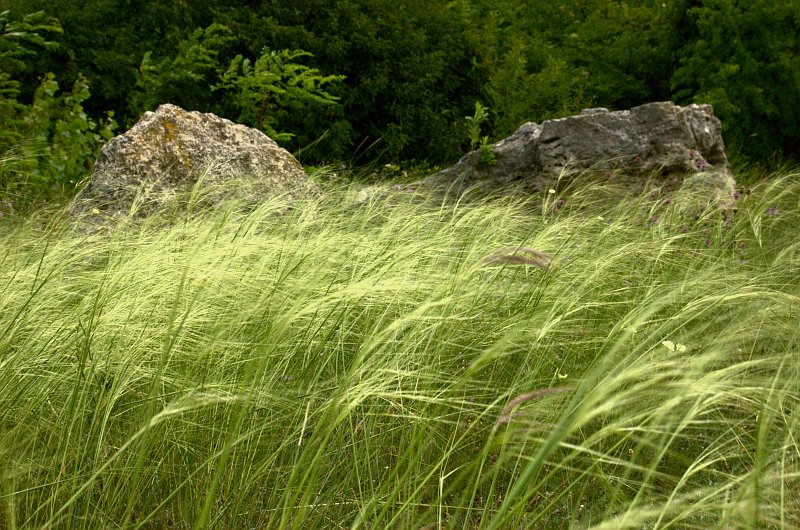
Devín, bosc-estepa a Eslovàquia

## Ecoregions de bosc-estepa
- Bosc-estepa de l'est d'Europa S'estén des de Romania als Urals.
- Bosc-estepa kazakh a l'est dels urals entre el bosc mixt i de fulla ampla de Sibèria i l'estepa del Kazakhstan.
- Bosc-estepa i bosc montà d'Altai
- Bosc-estepa del sud de Sibèria
- Bosc-estepa del Selenga-Orkhon
- Bosc-estepa de Daurian entre la taigà al nord i la praderia de Mongòlia-Manxúria al sud.
- Bosc-estepa de Zagros
- Bosc-estepa de'Elburz
- Arbredes i bosc-estepa de Kopet Dag
- Bosc-estepa de les muntanyes Kuhrud-Kohbanan
- Parcs i boscos d'Aspen al Canadà—Dakota del Nord